# クリスティアン・ベルガー
クリスティアン・ベルガー（Christian Berger、1945年1月13日 - ）は、オーストリア・チロル州インスブルック出身の撮影監督。

## 人物
ミヒャエル・ハネケ監督の作品に参加することで知られる。2009年の映画『白いリボン』で第82回アカデミー賞撮影賞にノミネートされる。
妻は女優のマリカ・グリーン。
フランス資本の映画に携わった場合、フランス語風に「クリスチャン・ベルジェ」と表記されることもある。

## フィルモグラフィ
- Raffl (1984)
- ベニーズ・ビデオ Benny's Video (1992)
- 71フラグメンツ 71 Fragments of a Chronology of Chance (1994)
- ピアニスト The Piano Teacher (2001)
- 隠された記憶 Caché (2005)
- 撤退 Disengagement (2007)
- 白いリボン The White Ribbon (2009)
- ルートヴィヒ Ludwig II. (2012)
- 悪童日記 A nagy füzet (2013)
- ハッピーエンド Happy End (2017)

## 賞歴
白いリボン (2009年)
- 受賞：第35回ロサンゼルス映画批評家協会賞撮影賞
- 受賞：第75回ニューヨーク映画批評家協会賞撮影賞
- 受賞：第44回全米映画批評家協会賞撮影賞